# مشخصه اویلر
مشخصه اویلر یا مشخصه اویلر-پوانکاره، در ریاضیات و به‌ویژه در توپولوژی جبری و ترکیب‌شناسی چندوجهیها، یک ناوردای توپولوژیکی بوده و عددی است که شکل فضای توپولوژیک را صرف‌نظر از چگونگی خم‌شدن آن توصیف می‌کند. این پارامتر، معمولاً با {\displaystyle \chi \,} (حرف یونانی خی) نمایش داده می‌شود.
مشخصهٔ اویلر، در آغاز برای چندوجهی‌ها تعریف شده و برای اثبات قضیه‌های مختلفی در مورد چندوجهی‌ها و تقسیم‌بندی اجسام افلاطونی به کار رفت. لئونارد اویلر که این پارامتر به نام اوست، عمدهٔ این کارهای اولیه را انجام داد. بعدها در ریاضیات مدرن، این مفهوم در همولوژی کاربرد پیدا کرد.

## چندوجهی‌ها
مشخصه اویلر {\displaystyle \chi } ابتدا برای چندوجهی‌ها به‌صورت زیر تعریف شد:
{\displaystyle \chi =V-E+F\,\!}
که V, E و F به‌ترتیب تعداد رأس‌ها، اضلاع و وجه‌های چندوجهی هستند. مشخصهٔ اویلر برای هر چندوجهی کوژ به‌صورت زیر است:
{\displaystyle \chi =V-E+F=2.\,\!}
این نتیجه با عنوان فرمول چندوجهی اویلر یا قضیهٔ چندوجهی اویلر شناخته می‌شود. بررسی این رابطه در مورد چندوجهی‌های مختلف در جدول زیر نشان داده شده‌است:
| Name       | Image | رأس‌ها V | اضلاع E | وجه‌ها F | مشخصهٔ اویلر: V − E + F |
| ---------- | ----- | ------- | ------- | ------- | ---------------------- |
| چهاروجهی   |       | ۴       | ۶       | ۴       | ۲                      |
| مکعب       |       | ۸       | ۱۲      | ۶       | ۲                      |
| هشت‌وجهی    |       | ۶       | ۱۲      | ۸       | ۲                      |
| دوازده‌وجهی |       | ۲۰      | ۳۰      | ۱۲      | ۲                      |
| بیست‌وجهی   |       | ۱۲      | ۳۰      | ۲۰      | ۲                      |

سطح چندوجهی‌های غیرکوژ، می‌تواند مشخصه‌های اویلر متفاوتی داشته باشد:
| Image | رأس‌ها V | اضلاع E | وجه‌ها F | مشخصهٔ اویلر: V − E + F |
| ----- | ------- | ------- | ------- | ---------------------- |
|       | ۶       | ۱۲      | ۷       | ۱                      |
|       | ۱۲      | ۲۴      | ۱۲      | ۰                      |
|       | ۱۲      | ۲۴      | ۱۰      | −۲                     |
|       | ۱۲      | ۳۰      | ۲۰      | ۲                      |

## مثال
مشخصه اویلر می‌تواند برای سطوح عمومی به آسانی و با چندضلعی‌کردن سطوح و استفاده از تعریف بالا محاسبه شود:
| Name         | Image | Euler characteristic |
| ------------ | ----- | -------------------- |
| بازه         |       | ۱                    |
| دایره        |       | ۰                    |
| قرص          |       | ۱                    |
| کره          |       | ۲                    |
| چنبره        |       | ۰                    |
| چنبره دوتایی |       | ۲-                   |
| چنبره سه‌تایی |       | ۴-                   |
| نوار موبیوس  |       | ۰                    |
| بطری کلاین   |       | ۰                    |
| دو کره       |       | ۴=۲+۲                |
| سه کره       |       | ۶=۲+۲+۲              |

### توپ فوتبال
معمولاً ساخت توپ‌های فوتبال از طریق دوخت قطعات پنج ضلعی و شش ضلعی، با رسیدن سه قطعه به هم در هر رأس صورت می‌گیرد. اگر از P پنج ضلعی و H شش ضلعی استفاده شود، F = P + H وجه، V = (5 P + 6 H) / ۳ رأس و E = (5 P + 6 H) / ۲ ضلع وجود دارد پس مشخصه اویلر برابر با {\displaystyle V-E+F={\frac {5P+6H}{3}}-{\frac {5P+6H}{2}}+P+H={\frac {P}{6}}.} است.
از آنجا که کره دارای مشخصه اویلر ۲ است، از این رو P = ۱۲ نتیجه می‌شود؛ یعنی یک توپ فوتبال که به این روش ساخته می‌شود، همیشه دارای ۱۲ پنج ضلعی است. در اصل، تعداد شش ضلعی‌ها محدود نیست. این نتیجه در مورد فولرن‌ها و چندوجهی‌های گلدبرگ قابل استفاده است.